# Face to Face (The Kinks)
Face to Face is een album van de Britse rockband The Kinks uit 1966. 
Het album werd in 2011 geremasterd heruitgegeven als dubbel-cd. Cd 1 is in origineel mono en cd 2 in een nieuwe stereomix. Dit geldt niet voor de hit Sunny Afternoon; die staat er dus twee keer in mono op. Verder bevat de heruitgave diverse bonusnummers bestaande uit alternatieve mixen. Bij die bonusnummers dan wel een alternatieve stereomix van Sunny Afternoon, waarbij de basic track nog steeds mono is. Van veel singles van The Kinks zijn de originele meersporenbanden zoek of gewist en zij kunnen dus nooit meer in echt stereo gemixt worden.

## Nummers
1. Party Line – 2:35 #
2. Rosie Won't You Please Come Home – 2:34
3. Dandy – 2:12
4. Too Much on My Mind – 2:28
5. Session Man – 2:14
6. Rainy Day in June – 3:10
7. A House in the Country – 3:03
8. Holiday in Waikiki – 2:52
9. Most Exclusive Residence for Sale – 2:48
10. Fancy – 2:30
11. Little Miss Queen of Darkness – 3:16
12. You're Lookin' Fine – 2:46 #
13. Sunny Afternoon – 3:36
14. I'll Remember – 2:27 #

Opnamen: oktober t/m december 1965 (aangeduid met #), alle overige april t/m juni 1966.

## Digital Remaster 2011
Cd 1
1. Party Line
2. Rosie Won’t You Please Come Home
3. Dandy
4. Too Much on My Mind
5. Session Man
6. Rainy Day in June
7. A House in the Country
8. Holiday in Waikiki
9. Most Exclusive Residence for Sale
10. Fancy
11. Little Miss Queen of Darkness
12. You're Looking Fine
13. Sunny Afternoon
14. I'll Remember
15. Dead End Street
16. Big Black Smoke
17. This Is Where I Belong
18. She's Got Everything
19. Little Miss Queen of Darkness (alternative take)
20. Dead End Street (alternative take)

Cd 2
1. Party Line (stereo)
2. Rosie Won't You Please Come Home (stereo)
3. Dandy (stereo)
4. Too Much on My Mind (stereo)
5. Session Man (stereo)
6. Rainy Day in June (stereo)
7. A House in the Country (stereo)
8. Holiday in Waikiki (stereo)
9. Most Exclusive Residence for Sale (stereo)
10. Fancy (stereo)
11. Little Miss Queen of Darkness (stereo)
12. You're Looking Fine (stereo)
13. Sunny Afternoon (mono)
14. I'll Remember (mono)
15. This Is Where I Belong (stereo)
16. Big Black Smoke (stereo)
17. She's Got Everything (stereo)
18. You're Looking Fine (stereo)
19. Sunny Afternoon (alternative stereomix)
20. Fancy (alternative stereomix)
21. Little Miss Queen of Darkness (alternative stereomix)
22. Dandy (alternative stereomix)

Mick Avory · Dave Davies · Ray Davies

John Dalton · Gordon Edwards · Ian Gibbons · John Gosling · Bob Henrit · Andy Pyle · Pete Quaife · Jim Rodford